# Carmen de Patagones
Carmen de Patagones, meglio conosciuta come Patagones, è una città argentina della provincia di Buenos Aires, capoluogo del partido di Patagones. È un importante centro turistico e culturale, nonché la principale porta d'accesso alla Patagonia argentina.

## Geografia fisica
Carmen de Patagones sorge sulla sponda sinistra del Río Negro, in prossimità dell'Oceano Atlantico, di fronte a Viedma, capitale della provincia del Río Negro, situata sulla riva opposta del fiume.
La città, situata a 937 km a sud-ovest di Buenos Aires, è capoluogo del partido di Patagones, la sola unità amministrativa della provincia di Buenos Aires facente parte della Patagonia.

## Storia
Il 2 ottobre 1779, un gruppo di coloni spagnoli, prevalentemente galiziani e maragatos, s'insediò sulla sponda destra del Río Negro, dove oggi sorge la città di Viedma. A causa delle inondazioni del fiume, i coloni decisero di spostare l'insediamento sulla riva opposta, più elevata e protetta. Nonostante le difficoltà iniziali, che portarono gli spagnoli ad abitare dentro delle piccole grotte, il piccolo villaggio iniziò a svilupparsi grazie anche alla protezione offerta dai militari che avevano costruito un piccolo fortino.
Dopo la Rivoluzione di Maggio del 1810 la fortezza locale divenne una prigione per i realisti spagnoli che avversavano il movimento indipendentista rioplatense. Nella decade successiva, durante la guerra argentino-brasiliana, la città divenne una base corsara, poiché l'estuario del Río de la Plata, era stato bloccato dalle navi brasiliane. Le truppe brasiliane cercarono di conquistare Carmen de Patagones, ma furono respinte dalla popolazione civile unita ai corsari il 7 marzo 1827; questa data è tuttora commemorata da una festività cittadina.

## Monumenti e luoghi d'interesse
- Chiesa di Nostra Signora del Carmine, costruita tra il 1881 ed il 1937, conserva al suo interno alcune bandiere conquistate ai brasiliani durante la battaglia del 1827. Nel 2003 è stata dichiarata Monumento Nazionale[1].
- Resti del forte

## Cultura

### Istruzione

#### Musei
- Museo Storico Provinciale "Emma Nozzi"
- Museo della Prefectura Naval Argentina